# Ricette di un sognatore
Ricette di un sognatore è stato un programma televisivo culinario italiano, andato in onda dal 23 marzo 2019 al 20 aprile 2019 su Food Network.

## Il programma
In ogni puntata il conduttore Damiano Carrara presenta la ricetta di un suo dolce, di un suo pasto salato e anche di un cocktail. Inoltre, racconta i vari aneddoti della sua vita.

## Edizioni
| Edizione | Conduzione      | Messa in onda | Messa in onda  | Puntate | Rete         |
| Edizione | Conduzione      | Inizio        | Fine           | Puntate | Rete         |
| -------- | --------------- | ------------- | -------------- | ------- | ------------ |
| 1ª       | Damiano Carrara | 23 marzo 2019 | 20 aprile 2019 | 6       | Food Network |